# Hans Bjur

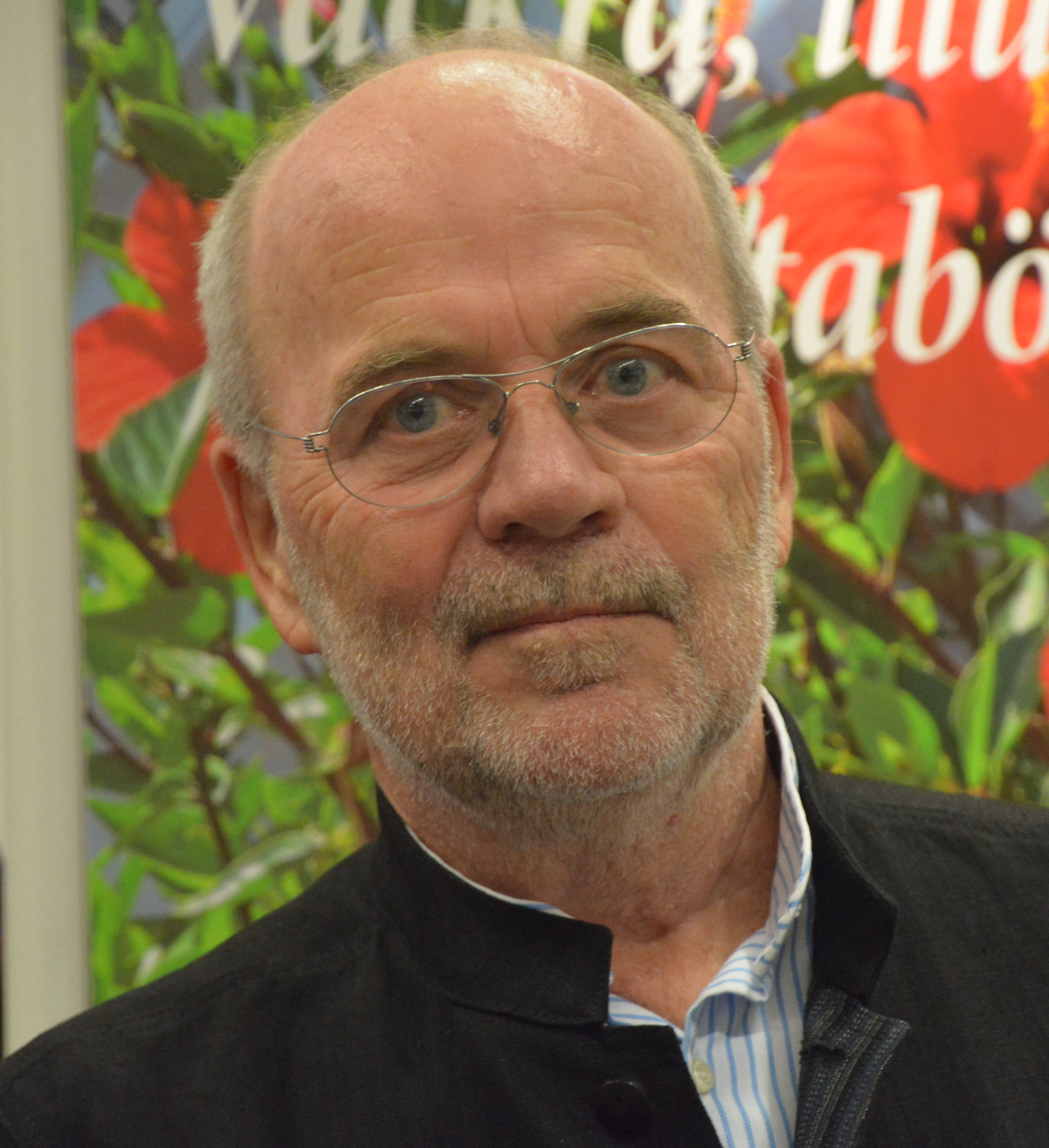
Hans Bjur

Hans Einar Bjur, född 24 oktober 1944, är en svensk arkitekt.
Hans Bjur disputerade 1984 vid Chalmers tekniska högskola med en avhandling om skapandet av den moderna stadsplaneringen kring 1900 med Albert Lilienberg som förgrundsfigur. och är professor i urbana transformationer vid Institutionen för kulturvård vid Göteborgs universitet. Han invaldes som ledamot av Ingenjörsvetenskapsakademin 2000.
Han driver sedan 1993 Arcobello AB.
Hans Bjur är gift med Gunilla Linde Bjur.